# Theo Albrecht
Theodor Paul Albrecht (Essen, 28 marzo 1922 – Essen, 24 luglio 2010) è stato un imprenditore tedesco, fondatore con il fratello della catena di supermercati ALDI.

## Biografia
Durante la seconda guerra mondiale, Theodor prestò servizio negli Afrika Korps di Rommel, finendo per essere catturato dai soldati americani in Tunisia. Tornato in Germania solo nel 1946, in quello stesso anno fondò insieme al fratello Karl la catena di supermercati ALDI, acronimo di Albrecht Diskont, una delle prime catene con un modello di business low-cost. Il modello dell'attività è stato sviluppato seguendo l'idea della madre che nel 1913 aveva aperto un piccolo negozio di alimentari a Essen, mentre il padre lavorava duramente in miniera.
Nel 1960 i due fratelli ebbero una disputa riguardo alla possibilità di vendere sigarette all'interno dei discount, e decisero così di dividere il loro business. In seguito alla scissione dell'attività si formarono due catene ribattezzate rispettivamente ALDI Nord, che opera inizialmente nel nord della Germania, e Aldi Süd che opera nel sud del paese. Theo prese il controllo della catena del nord; successivamente rilevò anche la catena a marchio Trader Joe's.
L'espansione di Aldi sotto la guida di Theodor è una delle più grandi storie di successo della Germania. Il suo patrimonio è stato stimato da Forbes in 17,5 miliardi di dollari, questo ha fatto di lui il ventesimo uomo più ricco del mondo, l'ottavo uomo più ricco d'Europa e il secondo uomo più ricco di Germania dietro il fratello Karl (che ha un patrimonio stimato in 20 miliardi di dollari).
Nel 1971 Theo Albrecht venne rapito e sequestrato per 17 giorni, la famiglia pagò sette milioni di marchi per il riscatto.  La detenzione forzata è avvenuta per mano di Heinz-Joachim Ollenburg, un avvocato, aiutato dal suo complice Paul Kron. In seguito i rapitori sono stati catturati dalla polizia e processati, ma le autorità hanno trovato soltanto la metà del riscatto versato dalla famiglia Albrecht.
Albrecht è morto nel 2010 nella sua città natale di Essen.

## Vita privata
Theo Albrecht era sposato con Cäcilie "Cilly" Albrecht († 2018)  e aveva due figli, Theo Albrecht junior (nato nel 1950) e Berthold Albrecht (1954-2012), che lavorava anche lui presso Aldi Nord. Theo Albrecht junior ha un figlio e Berthold Albrecht ha avuto cinque figli con sua moglie Babette. Berthold Albrecht è stato Presidente del Consiglio di Amministrazione delle Family Foundations e membro del Consiglio di Amministrazione di Aldi Nord.